# De Havilland DH.65 Hound
Le de Havilland DH.65 Hound était un bombardier de jour biplace britannique des années 1920 construit par de Havilland à l'aérodrome de Stag Lane.

## Histoire
Le Hound a été conçu comme un biplan polyvalent à deux places, une entreprise privée répondant aux spécifications 12/26 du ministère de l'Air. Le prototype G-EBNJ effectua son premier vol le 17 novembre 1926. Il était entièrement en bois et propulsé par un moteur Napier Lion. En 1927, le nez et le gouvernail furent modifiés, il fut équipé d'un motoréducteur et reçut la désignation modifiée DH.65A. Il a été livré à la Royal Air Force en janvier 1928 et a reçu le numéro de série J9127 pour évaluation. Bien qu'il ait montré des performances supérieures à celles des autres concurrents pour la spécification, il a été rejeté en raison de sa construction en bois et la commande a été passée auprès du Hawker Hart.
Malgré son rejet par la RAF, le 26 avril 1928, l'avion établit un record du monde en transportant une charge de 1 000 kg  sur 100 km à  257 km/h, piloté par Hubert Broad.
Un projet visant à développer davantage le Hound en tant que transport de passagers à quatre places sous la désignation DH.74 n'a pas été réalisé.
La conception n'ayant pas abouti, le deuxième avion G-EBNK n'a pas été achevé.